# Гречкина, Эльза Робертовна
Эльза Робертовна Гречкина (урожд. Эльза Кренсман, в первом браке Эльза Лебакова; 15 апреля 1932, дер. Новосиверская, Ленинградская область — 20 октября 2014, Эстония) — советский и эстонский государственный деятель, министр образования Эстонской ССР (1980—1988).

## Биография
В 1951 г. окончила Ленинградский технологический институт пищевой промышленности. Работала заместителем начальника, начальником, комсоргом ликёрного цеха вино-водочного завода (Таллин). В 1953—1967 годах — на комсомольской и партийной работе, в 1954 г. вступила в КПСС.
Окончила Академию общественных наук при ЦК КПСС, работала заведующей отделом пропаганды и агитации Таллинского горкома компартии Эстонии, заместителем заведующего отделом пропаганды и агитации ЦК компартии Эстонии (с 1972), заведующей отделом науки и учебных заведений ЦК компартии Эстонии (1974—1980).
В 1980—1988 гг. — министр образования Эстонской ССР. В 1980 году состоялась демонстрация с требованием её отставки: по мнению демонстрантов, Гречкина насаждала политику русификации.
С 1976 г. — член ЦК Компартии Эстонии; в 1975—1990 гг. — депутат IX—XI созывов Верховного совета Эстонской ССР.
После распада СССР жила в Эстонии. Работала в бюро внешних сношений Академии Nord, руководила Русской частной гимназией «Полилог» и являлась проректором по учебной части Автотранспортного института Raiment. С 17 марта 1998 года состояла в Центристской партии.
Осуществляла разработку и реализацию программ повышения компетенции по государственному (эстонскому) языку; занималась общественной работой.
Похоронена на Лесном кладбище в Таллине.

### Семья
Дочь — Ирина Антонюк (р. 1956), директор Русской гимназии Хааберсти.

## Избранные труды
- Гречкина Э. На путях обновления // Народное образование. — 1987. — № 8. — С. 11-17.
- Гречкина Э. Проект «Avatud oppekava» в обновляющемся образовательном пространстве Эстонии: аспект инноватики. — Таллинн, 2001.
- Гречкина Э. Пропагандистская деятельность партийных организаций. — Таллин : Ээсти раамат, 1974. — 135 с. — (Библиотека секретаря парторганизации).
- Гречкина Э. Р. Средние слои на пути к социализму. — Таллин : Ээсти раамат, 1976. — 188 с.
- Гречкина Э., Киви Л.-А. Методическое руководство по анализу школьной программы развития и программы обучения: Культурно-интеграционный аспект. — Таллинн, 2002—2003.
- Гречкина Э. Р., Лийметс Х. Й., Руус В. К. и др. На пути к новой школе : Опыт перестройки народного образования в Эстонской ССР. — М.: Педагогика, 1988. — 223 с.
- Школа Эстонской ССР в обновлении : [Материалы по подгот. и проведению шк. реформы в ЭССР / Сост. Э. Р. Гречкина, Х. Й. Лийметс]. — Таллин : М-во просвещения ЭССР, 1987. — 92 с. — (На пути к новой школе / НИИ педагогики ЭССР ; Вып. 1).